# Bundesliga (Østrig)
 For alternative betydninger, se Bundesliga (flertydig). (Se også artikler, som begynder med Bundesliga)
Bundesligaen er i Østrig den bedste professionelle fodboldrække. I ligaen spiller 10 hold, hvoraf den dårligst placerede rykker ned i den næstbedste række 2. Liga. De tolv hold møder hver modstander fire gange på en sæson, og spiller således 32 kampe i alt. Da ligaen først blev oprettet i 1911 hed denne Erste Klasse og havde næsten samme regler som nu. Siden 2003 er ligaen også gået under sponsornavnet T-Mobile Bundesliga. Det mest succesrige hold i ligaen er SK Rapid Wien der indtil nu (sæsonen 2006/07) har 31 mesterskaber.
Kun to hold har været repræsenteret i ligaen uafbrudt siden dennes oprettelse i 1911. Disse er to hold fra hovedstaden: SK Rapid Wien og FK Austria Wien.

## Europæisk kvalifikation
- Nr. 1: Champions League, 1. kvalifikationsrunde
- Nr. 2-3: Europa League, 2. kvalifikationsrunde
- Pokalvinder:Europa League, 3. kvalifikationsrunde

## Ligamestre
| Titler | Foreninger           | Titler | Foreninger           |
| ------ | -------------------- | ------ | -------------------- |
| 31     | SK Rapid Wien        | 1      | Wiener AF            |
| 23     | FK Austria Wien      | 1      | Wiener AC            |
| 8      | SK Admira Wien       | 1      | Floridsdorfer AC     |
| 6      | First Vienna FC 1894 | 1      | SC Hakoah Wien       |
| 5      | FC Wacker Innsbruck  | 1      | SC Wacker Wien       |
| 3      | Wiener Sport-Club    | 1      | Linzer ASK           |
| 3      | SV Austria Salzburg  | 1      | SK VÖEST Linz        |
| 3      | FC Tirol Innsbruck   | 1      | Grazer AK            |
| 2      | FC Swarovski Tirol   | 1      | FC Red Bull Salzburg |
| 2      | SK Sturm Graz        |        |                      |